# Conrad Brunner
Conrad Brunner (Diessenhofen, 31 de agosto de 1859 — Zurique, 8 de junho de 1927) foi um cirurgião e historiador da medicina suíço.